# 14è districte congressual de Nova York
El 14è districte congressual és un districte congressual que tria un Representant per a la Cambra de Representants dels Estats Units per l'estat de Nova York. Segons l'Oficina del Cens, l'any 2011 el districte tenia 635042 habitants. Actualment el districte està representat per la demòcrata d'origen llatí Alexandria Ocasio-Cortez.

## Geografia
El 14è. districte congressual està situat en les coordenades 40° 48′ 35″ N, 73° 50′ 14″ O / 40.80972°N,73.83722°O.

## Demografia
Segons l'Oficina del Cens dels Estats Units, l'any 2011 hi havia 635042 persones vivint en el 14è districte congressual. Dels 635042 habitants, el districte estava compost per 489453 blancs (el 77.1%); d'aquests, 477958 (el 75.3%) eren blancs no llatins o hispans. A més 28577 (el 4.5%) eren afroamericans o negres, 1518 (el 0.2%) eren natius d'Alaska o amerindis, 81244 (el 12.8%) eren asiàtics, 149 (el 0%) eren natius de Hawaii o illencs del Pacífic, 32004 (el 5%) eren d'altres races i 13592 (el 2.1%) pertanyien a dues o més races. Del total de la població 91920 (el 14.5%) eren hispans o llatins de qualsevol raça; 15269 (el 2.4%) eren d'ascendència mexicana, 25670 (el 4%) porto-riquenya i 3458 (el 0.5%) cubana. A més de l'anglès, 2979 (el 12.6%) persones majors de cinc anys parlaven espanyol perfectament.
El nombre total de llars en el districte era de 320005, i el 39% eren famílies en les quals el 14.5% tenien menors de 18 anys vivint amb ells. De totes les famílies vivint en el districte, només el 30.1% eren matrimonis. Del total de llars en el districte, el 4.6% eren parelles que no estaven casades, mentre que l'1.1% eren parelles del mateix sexe. La mitjana de persones per llar era d'1.93.
En 2011 els ingressos mitjans per llar en el districte congressual eren de 78432 dòlars, i els ingressos mitjans per família eren de 201021 dòlars. Les llars que no formaven una família tenien uns ingressos de 191801$. El salari mitjà a temps complet per als homes era de 76734$ mentre que el de les dones era de 64200$. La renda per capita per al districte era de 71721$. Al voltant del 9.2 % de la població estaven per sota del llindar de pobresa.